# Санта Марија ди Бањоло (Павија)
Санта Марија ди Бањоло је насеље у Италији у округу Павија, региону Ломбардија.
Према процени из 2011. у насељу је живело 18 становника. Насеље се налази на надморској висини од 108 м.